# Salut intel·ligent
L'oportunitat que tenim amb les Tecnologies de la Informació i la Comunicació per desenvolupar productes per satisfer necessitats de salut és molt gran. Només cal pensar i tenir una mica d'imaginació per veure que té molt de futur.
Fent menció al que hem explicat abans en l'apartat 2 (anàlisi del model d'ús actual de les TIC) sobre els tipus de població que tenim actualment, recordem que existeixen 3 diferenciacions possibles, en aquest apartat ens voldrem centrar principalment en la 3a. Sabent que és una generació que no està acostumada a treballar amb dispositius electrònics i normalment és quan els problemes de salut es manifesten més, com a enginyers podem trobar solucions al respecte.
Cada vegada estan sortint més opcions per fer front a la demanda. Aquí ensenyarem un cas pràctic d'ús desenvolupat per estudiants de la Facultat d'Informàtica de Barcelona.
Abans, però, volem saber quins objectius hem d'assolir:
- Dades online: és molt important poder disposar de tota la nostra informació de salut (e.g. històrial mèdic) online, per accedir-hi normalment es demana accedir-hi amb un certificat digital validat per una Entitat Certificadora (CA). Tenir totes les dades de la població a nivell global pot ajudar molt a la recerca científica petita i gran escala, per exemple, poder fer ús dels supercomputadors per fer càlculs exactes i extreure'n conclusions molt específiques i medicina personalitzada.
- Monitorització en temps real: fer ús dels dispositius TIC i els seus sensors per dur a terme tasques de seguiment i control de la salut de la gent en temps real. Amb totes les dades que generen els dispositius,fent un ús correcte de les dades, podem generar paral·lelismes amb dades d'altres pacients i altres casos que ens poden servir per trobar similituds entre els diferents diagnòstics. Una opció del futur és que gràcies als sensors, ens podem fer una anàlisi precisa sense sortir de casa i tenir un diagnòstic complet a distància fet per un especialista que pot ser de l'altra punta del mon. També ens poden servir per poder alertar els serveis d'emergències en cas que hi hagi una urgència, com una parada cardíaca.[cal citació]

Amb l'ajuda de les Tecnologies de l'Informació i la Comunicació i del Big Data podrem generar i emmagatzemar moltes dades que actualment no disposem d'elles i que poden ser molt valuoses de cara a la salut de la societat.
Com a cas pràctic a desenvolupar en un futur, tenim PILLDORA, un projecte innovador que vam desenvolupar entre 4 estudiants (Martí Fernandez, Sergi Sendrós, Marc Casellas i Aniol Gàmiz) que consisteix en un dispensador automàtic de pastilles i gestor de medicació sense fer falta de la presència d'una tercera persona. Aquest projecte és un clar exemple de les oportunitats de les TIC per fer front al futur i reduir costos de viatges a l'hospital i de modificacions de diagnòstics i medicacions. 
El sistema que vam proposar era el de una aplicació mòbil que la pogués utilitzar el metge, el familiar i el pacient de manera que el metge pogués proposar una dosi i modificar-la si s'escau, el pacient pogués consultar les dosis que té pendents i el familiar consultar si el pacient s'ha près les dosis. Per gestionar correctament la presa de dosis, vam integrar una raspberry pi que apretant un botó servia les dosis correctes i consultava el servidor connectat a l'app per saber quan havia de servir les dosis. Adicionalment vam afegir-hi el dispositiu Alexa d'Amazon per poder servir les dosis a través de veu i que no fes falta apretar el botó. L'app de mòbil també tenia notificacions per recordar als pacients de manera interactiva que s'havien de prendre les dosis. 
El projecte el vam fer amb objectes i tecnologies que tenim per casa o que es poden aconseguir a molt baix preu i el resultat que hem obtingut és més gran que els que ens esperàvem, i és que, amb un pressupost més gran es podrien aconseguir resultats molt grans com per exemple la reducció de la capacitat dels hospitals i, per tant, l'energia que ens estalviariem en construir aquests hospitals enormes.